# Selección femenina de baloncesto sub-18 de Gales
La selección femenina de baloncesto sub-18 de Gales es un equipo nacional de baloncesto de Gales , administrado por Basketball Wales. Representa al país en las competiciones internacionales de baloncesto femenino sub-18.
El equipo participó 6 veces en el Campeonato Europeo de Baloncesto Femenino Sub-18 División C y ganó medallas de bronce en 2013 y 2015.

## Participaciones

### Campeonato Mundial de Baloncesto Femenino Sub-19
| Año   | Pos.                        | PJ                          | PG                          | PP                          |
| ----- | --------------------------- | --------------------------- | --------------------------- | --------------------------- |
| 1985  | No participó o no clasificó | No participó o no clasificó | No participó o no clasificó | No participó o no clasificó |
| 2019  | No participó o no clasificó | No participó o no clasificó | No participó o no clasificó | No participó o no clasificó |
| 2021  | Por determinar              | Por determinar              | Por determinar              | Por determinar              |
| 2023  | Por determinar              | Por determinar              | Por determinar              | Por determinar              |
| Total | 0/13                        | 0                           | 0                           | 0                           |

### Campeonato Europeo de Baloncesto Femenino Sub-18 - División C
| Año   | Pos.              | PJ             | PG             | PP             |
| ----- | ----------------- | -------------- | -------------- | -------------- |
| 1997  | 7°                | 5              | 1              | 4              |
| 1999  | No participó      | No participó   | No participó   | No participó   |
| 2003  | No participó      | No participó   | No participó   | No participó   |
| 2005  | 8°                | 5              | 1              | 4              |
| 2007  | No participó      | No participó   | No participó   | No participó   |
| 2009  | No participó      | No participó   | No participó   | No participó   |
| 2013  | Medalla de bronce | 5              | 1              | 4              |
| 2014  | 6°                | 4              | 0              | 4              |
| 2015  | Medalla de bronce | 4              | 2              | 2              |
| 2016  | 6°                | 4              | 1              | 3              |
| 2017  | No participó      | No participó   | No participó   | No participó   |
| 2019  | No participó      | No participó   | No participó   | No participó   |
| 2021  | Por determinar    | Por determinar | Por determinar | Por determinar |
| Total | 6/14              | 27             | 6              | 21             |